# عبدالله‌آباد (خوشاب)
عبدالله‌آباد، روستایی است از توابع بخش مرکزی و در شهرستان خوشاب استان خراسان رضوی ایران.

## جمعیت
این روستا در دهستان رباط جز قرار داشته و بر اساس سرشماری سال ۱۳۸۵ جمعیت آن ۱۷۵ نفر (۴۰ خانوار)
بوده است.